# Diaethria patriotica
Diaethria patriotica är en fjärilsart som beskrevs av Embrik Strand 1916. Diaethria patriotica ingår i släktet Diaethria och familjen praktfjärilar. Inga underarter finns listade i Catalogue of Life.